# Aeroportul Yining
Aeroportul Yining (IATA: YIN, ICAO: ZWYN) este un aeroport din Xinjiang, Republica Populară Chineză ce deservește zona Yining⁠(d). Aeroportul a fost tranzitat în 2022 de 649.473 de pasageri.
Situat la o altitudine de 666 m, aeroportul dispune de o singură pistă.